# (20578) 1999 RH149
A (20578) 1999 RH149 a Naprendszer kisbolygóövében található aszteroida. A LINEAR projekt keretében fedezték fel 1999. szeptember 9-én.